# Distrito de Tachov
El distrito de Tachov es uno de los siete distritos que forman la región de Pilsen, República Checa, con una población estimada a principio del año 2018 de 53 281 habitantes. 
Se encuentra ubicado al oeste del país, al oeste de Praga, cerca de la frontera con Alemania. Su capital es la ciudad de Tachov.

## Localidades (población año 2018)
- Benešovice 197
- Bezdružice 938
- Bor 4304
- Brod nad Tichou 245
- Broumov 137
- Částkov 358
- Cebiv 280
- Černošín 1161
- Chodová Planá 1841
- Chodský Újezd 774
- Ctiboř 324
- Dlouhý Újezd 388
- Erpužice 337
- Halže 959
- Horní Kozolupy 256
- Hošťka 443
- Kladruby 1587
- Kočov 206
- Kokašice 255
- Konstantinovy Lázně 905
- Kostelec 572
- Kšice 209
- Lesná 467
- Lestkov 392
- Lom u Tachova 434
- Milíře 252
- Obora 139
- Olbramov 56
- Ošelín 178
- Planá 5411
- Přimda 1582
- Prostiboř 140
- Rozvadov 725
- Skapce 109
- Staré Sedliště 1244
- Staré Sedlo 249
- Stráž 1127
- Stříbro 7701
- Studánka 509
- Sulislav 225
- Svojšín 438
- Sytno 330
- Tachov 12 706
- Tisová 463
- Třemešné 380
- Trpísty 253
- Únehle 136
- Vranov 171
- Záchlumí 391
- Zadní Chodov 255
- Zhoř 142